# William Cameron Townsend
William Cameron Townsend (9 de julho de 1896 – 23 de abril de 1982) foi um importante missionário cristão cujo ministério começou no início do século XX.  As organizações fundadas por ele, Wycliffe Bible Translators e Summer Institute of Linguistics (SIL International), permanecem ativas, e têm como foco a tradução da Bíblia para línguas minoritárias e a alfabetização de seus falantes.
A idéia por trás da organização é que, uma vez que a Bíblia esteja disponível a uma cultura, os cristãos daquela cultura se tornarão mais autônomos.  Portanto, os nativos deverão ser os líderes de sua igreja.  Os cristãos locais deverão estar livres da dependência em outras organizações ou culturas para treinamento e liderança.
Quando o jovem William Cameron Townsend tentava vender bíblias em espanhol na Guatemala em 1917-1918, ele descobriu que a maior parte das pessoas que ele conhecia não entendiam o espanhol.  Eles também não possuíam uma forma escrita para a sua língua, o Cakchiquel.  Townsend abandonou sua iniciativa de vender Bíblias e passou a viver com os Cakchiquéis.  Ele aprendeu a língua deles, criou um alfabeto para a língua, analisou a gramática, e traduziu o Novo Testamento em apenas dez anos.
Preocupado com outros grupos de língua minoritária, Townsend inaugurou o Camp Wycliffe em Arkansas (EUA) no verão de 1934.  O acampamento, cujo nome é uma homenagem ao primeiro tradutor de todo o Novo Testamento em inglês, foi designado para ensinar lingüística básica e métodos de tradução a jovens adultos.  Dois alunos se inscreveram.  No ano seguinte, depois de um período de treinamento com cinco homens, Townsend levou os cinco ao México para iniciarem o trabalho de campo.  Deste pequeno grupo se iniciou o ministério mundial do Summer Institute of Linguistics (SIL), Wycliffe Bible Translators, Wycliffe Associates, e o departamento técnico e logístico do SIL conhecido como JAARS.